# Flatey (Breiðafjörður)
Flatey ist die größte Insel im Fjord Breiðafjörður in Island.
Die Insel ist besiedelt und Haltestation einer Fähre, die den Fjord von Süden nach Norden überquert und von Stykkishólmur auf der Halbinsel Snæfellsnes nach Brjánslækur in den Westfjorden fährt.

## Geschichte
Die gleichnamige Gemeinde (isl. Flateyjarhreppur) wurde im Juli 1987 nach Reykhólahreppur eingemeindet.
Die Besiedelungsgeschichte der Insel reicht bis in die Zeit der Landnahme zurück, als lt. Landnámabók ein gewisser Þrándur mjóbeinn die Inseln westlich des Bjarnareyjarflói in Besitz nahm. Seit dieser Zeit war die Insel kontinuierlich bewohnt und außerdem ein wichtiger Handelsplatz, der ab 1777 urkundlich belegt ist.
Im Jahre 1172 wurde ein Kloster auf der Insel gegründet, das jedoch bereits 1184 zum Helgafell (Helgafellssveit) bei Stykkishólmur transferiert wurde. Es hat allerdings heute noch sichtbare Spuren auf der Insel hinterlassen. So weisen etwa Namen wie Klaustarhólur auf den ehemaligen Standort hin, sogar die Weihwasserschale ist als sogenannter Klaustursteinn angeblich noch sichtbar.
Noch in der ersten Hälfte des 20. Jahrhunderts lebten zahlreiche Menschen auf Flatey, das damals u. a. einen eigenen Arzt aufzuweisen hatte. Am 1. Januar 2011 waren noch 10 Einwohner in Flatey gemeldet. Im Sommer kommen allerdings die Besitzer von Sommerhäusern und Touristen hinzu.